# رمینگتون (اوهایو)
رمینگتون (به انگلیسی: Remington) یک منطقهٔ مسکونی در ایالات متحده آمریکا است که در شهرستان همیلتون، اوهایو واقع شده‌است. رمینگتون ۰٫۵ کیلومتر مربع مساحت و ۳۲۸ نفر جمعیت دارد و ۱۷۹٫۸۳ متر بالاتر از سطح دریا واقع شده‌است.